# 谷川原健太
谷川原 健太（たにがわら けんた、1997年4月16日 - ）は、愛知県豊橋市出身のプロ野球選手（捕手、内野手、外野手）。右投左打。福岡ソフトバンクホークス所属。

## 経歴

### プロ入り前
豊橋市立向山小学校の時に向山ビクトリーで軟式野球を始め、豊橋市立中部中学校では豊橋スカイラークスボーイズに所属していた。
豊橋中央高等学校に進学、春夏ともに甲子園出場は無かったが、2年生の時の練習試合では1日2試合で5本塁打を記録するなど高校通算41本塁打の強打が注目される。
2015年10月22日に行われたプロ野球ドラフト会議では、福岡ソフトバンクホークスから3位指名を受け、11月23日に契約金5000万円、年俸600万円（いずれも推定）で契約合意し、入団した。背番号は45。

### プロ入り後
2016年は一軍戦、二軍戦での出場機会は無く、三軍戦では49試合に出場、打率.146の成績だった。
2017年は、1月19日に福岡市内の病院で「右肘鏡視下遊離体摘出術」を行った影響でリハビリ組からのスタートとなったが、5月30日に行われた三軍戦・対広島東洋カープ戦で実戦復帰し、7月19日に行われたウエスタン・リーグ、対オリックス・バファローズ戦において、二軍公式戦初出場・初安打を記録。二軍戦では、13試合の出場ながら、打率.400、5打点の成績を残した。三軍戦においては、37試合に出場し、打率.270、7打点の成績だった。シーズンオフの10月19日、11月25日から台湾で開催される2017アジアウインターベースボールリーグにおいて、NPBウエスタン選抜に選出されたが辞退となった。
2018年、オープン戦に出場したものの、開幕を二軍で迎えた。9月22日に初の一軍昇格を迎えるが一軍公式戦の出場機会は無かった。二軍公式戦において88試合に出場し打率.268、1本塁打、13打点を記録する。シーズンオフの11月25日から台湾で開催された2018アジアウインターベースボールリーグにおいて、NPBウエスタン選抜に選出された。
2019年、一軍公式戦の出場は無かったが、二軍公式戦では本職の捕手以外にも内外野様々なポジションを守り、79試合の出場で打率.243、12打点の成績を残す。
2020年も一軍公式戦の出場は無かったが、日本シリーズにおいて初めて出場資格者40人枠に入りを果たす。二軍公式戦では捕手以外に二塁手、外野手の3ポジションの合計5つのポジションを守りながら70試合に出場し、打率.264、4本塁打を記録する。三軍戦では遊撃手としても出場した。
2021年は、二軍公式戦に44試合出場（打率.260・3本塁打・15打点）した後、6月19日に一軍へ昇格。同日の対北海道日本ハムファイターズ戦（福岡PayPayドーム）で「7番・左翼手」のスタメンで一軍初出場を果たすと、一軍での2打席目となる5回に立野和明から先制打となる一軍初安打・初本塁打を打った。このシーズンは59試合に出場し、代走・守備固めを中心に起用された。
2022年、主に外野守備の控え兼第三捕手として71試合に出場して打率.234、8打点の成績を残した。しかしコロナウィルスの陽性でチームの主力選手が続々と離脱する中で、8月23日におこなわれた対東北楽天ゴールデンイーグルス戦において「8番・中堅手」で先発出場し、柳田悠岐から貰ったバットで4打数4安打4打点の活躍をする。同25日まで3試合連続で打点を挙げ、若手選手に名付けられた”筑後ホークス”の一員として、主力選手が復帰するまで苦しいチーム状況をささえた。
2023年、開幕を二軍で迎えたが、4月30日に一軍に昇格した。7月29日の対千葉ロッテマリーンズ戦で「9番・捕手」として先発出場し、プロ入り後初の先発マスクをかぶった。
2024年、捕手一本に専念し2軍を主戦場としたウエスタン・リーグでは74試合に出場して打率は.258を記録、「いい感じだった」という打撃は、シーズン終盤には1軍に昇格して4試合、10打席で.444を記録したことで、手応えを結果につなげた。10月13日、みやざきフェニックスリーグ対日本独立リーグ野球機構選抜との試合前、一塁側ファウルゾーンでセカンドアップをしていた時、シートノックをしていた相手選手の送球を顔に受け、病院に緊急搬送された。同月15日、右頬骨折と診断され「右ほお骨弓骨折観血的整復術」を受けた。
2025年、甲斐拓也のFA移籍もあり開幕1軍、かつ自身初の開幕戦先発出場を果たし、開幕から3カード8試合中4試合に出場、うち3試合で先発出場したが、8打席5打数無安打3四球に終わり、4月7日に出場選手登録抹消となる。6月20日に登録された。7月20日の西武戦で武内夏暉から4年ぶりに本塁打を放った。

## 選手としての特徴・人物
高校通算41本塁打、遠投110ｍ、二塁送球タイムは1.8秒の強肩強打の捕手であり、また50ｍ走6.0秒の俊足も持ち味。
本職の捕手以外にも投手以外の内外野の全てのポジションをこなせるユーティリティープレイヤー。
愛称は「タニモ」、「ゴンゾー（テレビ番組「オレたちひょうきん族」で、ビートたけしが扮するキャラクター“鬼瓦権蔵”と谷川原が似ているという理由から。ソフトバンク入団後にチームメイトの柳田悠岐が命名）」。

## 詳細情報

### 年度別打撃成績
| 年 度     | 球 団        | 試 合 | 打 席 | 打 数 | 得 点 | 安 打 | 二 塁 打 | 三 塁 打 | 本 塁 打 | 塁 打 | 打 点 | 盗 塁 | 盗 塁 死 | 犠 打 | 犠 飛 | 四 球 | 敬 遠 | 死 球 | 三 振 | 併 殺 打 | 打 率 | 出 塁 率 | 長 打 率 | O P S |
| --------- | ------------ | ----- | ----- | ----- | ----- | ----- | -------- | -------- | -------- | ----- | ----- | ----- | -------- | ----- | ----- | ----- | ----- | ----- | ----- | -------- | ----- | -------- | -------- | ----- |
| 2021      | ソフトバンク | 59    | 57    | 48    | 8     | 7     | 1        | 0        | 1        | 11    | 5     | 1     | 1        | 2     | 0     | 7     | 0     | 0     | 21    | 0        | .146  | .255     | .229     | .484  |
| 2022      | ソフトバンク | 71    | 75    | 64    | 16    | 15    | 4        | 2        | 0        | 23    | 8     | 1     | 2        | 1     | 1     | 7     | 0     | 2     | 18    | 1        | .234  | .324     | .359     | .684  |
| 2023      | ソフトバンク | 61    | 46    | 43    | 8     | 10    | 1        | 0        | 0        | 11    | 3     | 2     | 1        | 0     | 0     | 3     | 0     | 0     | 12    | 0        | .233  | .256     | .283     | .539  |
| 2024      | ソフトバンク | 4     | 10    | 9     | 3     | 4     | 1        | 1        | 0        | 7     | 2     | 0     | 0        | 0     | 0     | 0     | 0     | 1     | 2     | 0        | .444  | .500     | .778     | 1.278 |
| 通算：4年 | 通算：4年    | 195   | 188   | 164   | 35    | 36    | 7        | 3        | 1        | 52    | 18    | 4     | 4        | 3     | 1     | 17    | 0     | 3     | 53    | 1        | .220  | .303     | .317     | .620  |

- 2024年度シーズン終了時

### 年度別守備成績
捕手守備
| 年 度 | 球 団        | 捕手  | 捕手  | 捕手  | 捕手  | 捕手  | 捕手     | 捕手  | 捕手     | 捕手     | 捕手     | 捕手     |
| 年 度 | 球 団        | 試 合 | 刺 殺 | 補 殺 | 失 策 | 併 殺 | 守 備 率 | 捕 逸 | 企 図 数 | 許 盗 塁 | 盗 塁 刺 | 阻 止 率 |
| ----- | ------------ | ----- | ----- | ----- | ----- | ----- | -------- | ----- | -------- | -------- | -------- | -------- |
| 2021  | ソフトバンク | 2     | 4     | 0     | 0     | 0     | 1.000    | 0     | 0        | 0        | 0        | ----     |
| 2022  | ソフトバンク | 8     | 15    | 2     | 0     | 1     | 1.000    | 0     | 1        | 1        | 0        | .000     |
| 2023  | ソフトバンク | 20    | 47    | 6     | 0     | 0     | 1.000    | 0     | 2        | 1        | 1        | .500     |
| 2024  | ソフトバンク | 4     | 17    | 1     | 0     | 0     | 1.000    | 0     | 0        | 0        | 0        | ----     |
| 通算  | 通算         | 34    | 83    | 9     | 0     | 1     | 1.000    | 0     | 3        | 2        | 1        | .208     |

外野守備
| 年 度 | 球 団        | 外野  | 外野  | 外野  | 外野  | 外野  | 外野     |
| 年 度 | 球 団        | 試 合 | 刺 殺 | 補 殺 | 失 策 | 併 殺 | 守 備 率 |
| ----- | ------------ | ----- | ----- | ----- | ----- | ----- | -------- |
| 2021  | ソフトバンク | 48    | 23    | 2     | 0     | 0     | 1.000    |
| 2022  | ソフトバンク | 57    | 35    | 0     | 0     | 0     | 1.000    |
| 2023  | ソフトバンク | 31    | 9     | 0     | 0     | 0     | 1.000    |
| 通算  | 通算         | 136   | 67    | 2     | 0     | 0     | 1.000    |

- 2024年度シーズン終了時[注 1]

### 記録
初記録
- 初出場・初先発出場：2021年6月19日、対北海道日本ハムファイターズ11回戦（福岡PayPayドーム）、7番・左翼手で先発出場
- 初打席：同上、2回裏に立野和明から二ゴロ
- 初安打・初本塁打・初打点：同上、5回裏に立野和明から右越ソロ
- 初盗塁：2021年9月2日、対東北楽天ゴールデンイーグルス17回戦（福岡PayPayドーム）、8回裏に二盗（投手：アラン・ブセニッツ、捕手：炭谷銀仁朗）

### 背番号
- 45（2016年 - ）

### 登場曲
- 「Rock Me」One Direction（2016年）
- 「Get チュー!」AAA（2017年）
- 「空」侍（2018年）
- 「俺のおかげさ」尾上松也（2018年）
- 「Summer Mermaid」宇野実彩子（AAA）（2019年 - ）
- 「フレンド ライク ミー」山寺宏一（2020年 - ）
- 「俺らリサイタルズ」リサイタルズ（2021年 - ）